# Luís Matos Chaves
Luis Matos Chaves – portugalski rugbysta, ośmiokrotny reprezentant Portugalii w rugby union mężczyzn. Jego pierwszym meczem w reprezentacji było spotkanie z Hiszpanią, które zostało rozegrane 1 maja 1965 w Lizbonie. Ostatnim raz w reprezentacji zagrał 20 grudnia 1970 z Hiszpanią w Madrycie.